# Tanahu (distrito)
Tanahu é um distrito da zona de Gandaki, no Nepal.